# تقوای فرزندی
تقوای فرزندی (انگلیسی: Filial piety) در کنفسیوس‌گرایی، اخلاق بودایی و اخلاق تائوئیسم، تقوای فرزندی (زبان چینی: 孝، xiào) فضیلت احترام به والدین، بزرگان، و اجداد است.